# Quality System Regulation
Quality System Regulation, QSR, är amerikanska federala myndighetsregler som ställer krav på medicintekniska produkter som är avsedda att säljas på den amerikanska marknaden. Reglerna utfärdas av U.S. Food and Drug Administration (FDA) och ingår i Code of Federal Regulations, titel 21.
QSR motsvaras av den internationella kvalitetsstandarden ISO 13485, men skiljer sig på detaljnivå. Den största skillnaden är att QSR är regler utfärdade med lagstöd av en federal myndighet och ISO 13485 är en standard. Det är alltså ett lagbrott att inte följa denna lag , från utveckling via tillverkning till distribution av en medicinteknisk produkt. FDA gör kontinuerliga och ibland oanmälda inspektioner av bland annat fabriker för att säkerställa att alla ingående delar i QSR-kraven uppfylls.

## Historik
QSR-reglerna har sin bakgrund i de regler gällande current good manufacturing practices (CGMP) som trädde i kraft 1978. 1990 inledde FDA en revidering av CGMP-reglerna för att lägga till regler till följd av lagen Safe Medical Devices Act. Samtidigt eftersträvades så långt som möjligt överensstämmelse med internationella standarder i form av ISO 9001:1994 och det utkast till ISO 13485 (som är ett komplement till ISO 9001) som då fanns. De nya QSR-reglerna trädde därefter i kraft 1 juni 1997.